# Благовещение Богородично (Стийлтън)
„Благовещение Богородично“ (на английски: Holy Annunciation Macedonian-Bulgarian Orthodox Church) е българска православна църква в град Стийлтън, Пенсилвания, Съединените американски щати. Църквата е подчинена на Българската източноправославна епархия в САЩ, Канада и Австралия.

## История
Църквата е основана в Стийлтън главно от българи преселници от град Прилеп и околията му. Основният камък на старата църква е положен през 1909 година от Теофилакт Малинчев. Завършена е през март 1910 година. През 1927 година е построена зала при църквата, а в началото на 1970-те година е разширена. След наводнение и пожар в църквата, енориашите взимат решение да построят църквата наново.
Намира се на адрес 721 Норт фронт стрийт, Стийлтън. През 2012 година църквата престава да съществува.
Църковното настоятелство към 1940 година се състои от Ацко Минов (председател), Андон Янчулев (секретар) и членове Славе Гьорев, Мице Конев, Даме Дойчинов, Трайко Минов, Тале Димев, Алексо Спирков, Иван Китанов, Андон Тодев, Трайко Петков и Георги Стоянчев. Сред важните спомосъществуватели на църквата са Васил Дундов, Тоде Спасев, Никола Паймаков и други.
Към 1946 година в църквата служат руски свещеници, поради липсата на български свещеник в енорията.